# 미나스
미나스(스페인어: Minas)는 우루과이 남부에 위치한 도시로 라바예하주의 주도이다. 인구는 37,925명이며 우루과이에서 12번째로 인구가 많은 도시이다.